# Patinage de vitesse sur piste courte aux Jeux olympiques de 1988
Vous lisez un « bon article » labellisé en 2018.
Navigation
Albertville 1992
Le patinage de vitesse sur piste courte aux Jeux olympiques d'hiver de 1988 est un sport de démonstration. Il regroupe 64 coureurs de 12 pays différents sur une dizaine d'épreuves mixtes.
Il est ajouté au programme olympique sous la pression conjointe de l'Union internationale de patinage (UIP) et d'André Lamothe, président de la fédération canadienne de patinage de vitesse, malgré l'opposition véhémente du président de l'UIP Olaf Poulsen, qui trouve la discipline trop violente. Au cours des épreuves, 86 des 88 membres du Comité international olympique assistent à au moins une épreuve de la discipline.
Si le pays hôte part grand favori au cours de la compétition, les résultats des Canadiens ne sont pas à la hauteur des attentes. Certains patineurs sont malades, d'autres cèdent face au stress, d'autres enfin, comme Michel Daignault, enchaînent les chutes. Le Canada remporte dix médaillons, ce qui en fait le pays le plus médaillé de l'édition, mais se classe quatrième derrière les Pays-Bas, la Corée du Sud et le Royaume-Uni puisqu'il n'obtient qu'un médaillon d'or, contre deux pour ces trois pays. Ces médaillons ne sont par ailleurs pas intégrés au tableau des médailles toutes disciplines, réservé aux sports du programme classique des Jeux.
Au cours de la compétition, sur dix distances courues, neuf records du monde sont battus, à l'exception notable de celui du 1 000 mètres masculin. La discipline fait salle comble, malgré une couverture médiatique limitée, et la décision est prise quelques mois plus tard d'intégrer le patinage de vitesse sur piste courte (également appelé short-track) au programme olympique à partir des Jeux olympiques de 1992.

## Préparation de l'événement

### Désignation du pays hôte
Calgary prépare une candidature pour les Jeux d'hiver de 1988. Elle est soutenue par des personnalités de l'économie et de la politique locales qui dépensent 2,5 millions de dollars canadiens pour promouvoir cette candidature.
En 1979, le Comité olympique canadien préfère Calgary à Vancouver, qui proposait un budget presque trois fois moins élevé, comme ville hôte de la candidature canadienne. D'après le patineur et officiel canadien Jean Grenier, père du coureur Louis Grenier, le patinage de vitesse sur piste courte a joué un rôle important dans la candidature de Calgary. Déjà responsable de la création d'un championnat du monde de patinage de vitesse sur piste courte en impliquant le vote soviétique en 1975, il bénéficie d'une certaine influence auprès des représentants sportifs du Canada francophone. Au moment de choisir entre Vancouver et Calgary pour le Comité national olympique, il donne l'ordre de « voter pour celui qui va accepter de mettre le patinage de vitesse courte piste en démonstration » : c'est Calgary qui prend cette initiative.
Le 30 septembre 1981, la 84e session du CIO se tient à Baden-Baden, en Allemagne de l'Ouest. La candidature de Calgary se trouve face à celles de Cortina d'Ampezzo en Italie, qui a organisé les Jeux d'hiver de 1956, et de Falun en Suède. Au deuxième tour, la ville canadienne est préférée à la candidature suédoise par 48 voix contre 31.

### Ajout du patinage de vitesse sur piste courte au programme
Le patinage de vitesse sur piste courte est ajouté au programme en tant qu'épreuve de démonstration en octobre 1983 : en parallèle, la durée des Jeux olympiques est allongée de quatre jours. Les autres disciplines de démonstration sont le curling, le ski acrobatique et le ski pour handicapés. Le président du comité bénévole du patinage de vitesse sur piste courte est John Thorpe. Le président de l'ISU, Olaf Poulsen, s'oppose fermement à l'ajout du sport au programme olympique, estimant qu'il est trop violent.
Les athlètes de sports de démonstration ne profitent pas de l'intégralité des avantages des sportifs olympiques. Ils dorment dans une résidence à quelques kilomètres du village olympique. Les sportifs de quelques pays ne sont pas invités à la cérémonie d'ouverture des Jeux, ni ne reçoivent de combinaison aux couleurs de leur pays : le choix est laissé aux comités olympiques de chaque nation. Par exemple, les patineurs britanniques portent l'uniforme britannique, mais l'écusson de leur pays est retiré de l'uniforme pour les différencier des « vrais » athlètes. Leurs médaillons, quant à eux, ne figurent pas au tableau des médailles de l'événement : malgré la victoire au 1 500 mètres de la Canadienne Sylvie Daigle, on retiendra que, pour la deuxième fois de l'histoire olympique, le Canada n'a remporté aucune médaille d'or.

### Lieu de la compétition

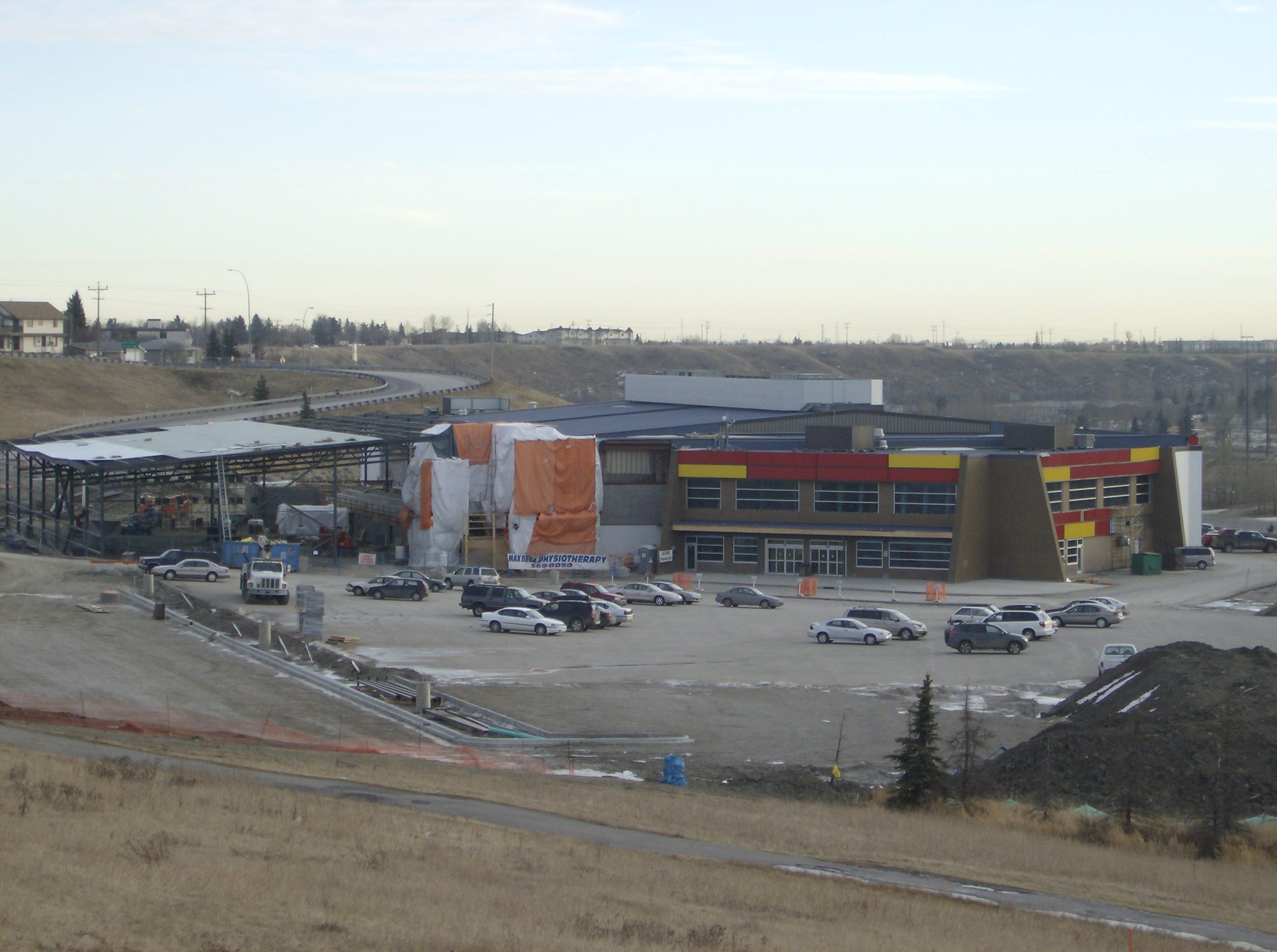
Le Centre sportif Max Bell en 2007.

Le patinage de vitesse sur piste courte est d'abord prévu pour être organisé à l'Anneau olympique puis à l'Aréna olympique Père David Bauer, comme le hockey et le patinage artistique.
La compétition se déroule finalement au Centre Max Bell, qui accueille à la fois les épreuves de short-track et celles de curling. Le stade est muni de 2 151 places dont trente ouvertes aux personnes handicapées : à l'occasion des Jeux, des gradins temporaires ajoutent 1 080 places. La patinoire, construite avant la décision d'accueillir les Jeux, est construite aux dimensions classiques d'une patinoire de hockey : pour s'accommoder des dimensions très différentes requises par le curling et le short-track sans enchaîner les modifications de piste, toutes les épreuves de curling sont organisées, suivies de toutes les épreuves de patinage de vitesse sur piste courte. La piste ne fait que 4,5 mètres de largeur, soit deux de moins que la taille habituelle d'une patinoire de short-track : les dimensions réglementaires seront modifiées par l'Union internationale de patinage après ces Jeux olympiques.
Les travaux de préparation du centre Max Bell incluent une amélioration de la sonorisation, de la ventilation et de la réfrigération, ainsi que l'ajout de toilettes, d'une zone d'accueil des personnalités d'État, d'une buvette et d'un entrepôt. Le montant total des travaux est d'environ un million de dollars canadiens, dont 400 000 dollars sont financés par le comité d'organisation des Jeux, 300 000 par la ville de Calgary, et le même montant pour la Max Bell Society, propriétaire et exploitante du stade.

## Déroulement de la compétition
Toutes les épreuves du patinage de vitesse sur piste courte des Jeux olympiques de 1988 se déroulent sur quatre jours du 22 au 25 février 1988.
|                                      |                                      | 13 | 14 | 15 | 16 | 17 | 18 | 19 | 20 | 21 | 22 | 23 | 24 | 25 | 26 | 27 | 28 |
| Février 1988                         |                                      |    |    |    |    |    |    |    |    |    |    |    |    |    |    |    |    |
| Cérémonies d'ouverture et de clôture | Cérémonies d'ouverture et de clôture | •  |    |    |    |    |    |    |    |    |    |    |    |    |    |    | •  |
|                                      |                                      |    |    |    |    |    |    |    |    |    |    |    |    |    |    |    |    |
| Hommes                               |                                      |    |    |    |    |    |    |    |    |    |    |    |    |    |    |    |    |
| 500 m                                |                                      |    |    |    |    |    |    |    |    |    | o  |    |    |    |    |    |    |
| 1 000 m                              |                                      |    |    |    |    |    |    |    |    |    |    | o  |    |    |    |    |    |
| 1 500 m                              |                                      |    |    |    |    |    |    |    |    | o  |    |    |    |    |    |    |    |
| 3 000 m                              |                                      |    |    |    |    |    |    |    |    |    |    |    | o  |    |    |    |    |
| Relais 5 000 m                       |                                      |    |    |    |    |    |    |    |    |    |    |    | o  |    |    |    |    |
|                                      |                                      |    |    |    |    |    |    |    |    |    |    |    |    |    |    |    |    |
| Femmes                               |                                      |    |    |    |    |    |    |    |    |    |    |    |    |    |    |    |    |
| 500 m                                |                                      |    |    |    |    |    |    |    |    | o  |    |    |    |    |    |    |    |
| 1 000 m                              |                                      |    |    |    |    |    |    |    |    |    |    |    | o  |    |    |    |    |
| 1 500 m                              |                                      |    |    |    |    |    |    |    |    |    | o  |    |    |    |    |    |    |
| 3 000 m                              |                                      |    |    |    |    |    |    |    |    |    |    | o  |    |    |    |    |    |
| Relais 3 000 m                       |                                      |    |    |    |    |    |    |    |    |    |    | o  |    |    |    |    |    |
|                                      |                                      |    |    |    |    |    |    |    |    |    |    |    |    |    |    |    |    |

### Le Canada favori avant la compétition
Champion du monde deux semaines plus tôt et vainqueur de trois distances sur quatre à la compétition pré-olympique en novembre 1987, le Québécois Michel Daignault est présenté comme favori de la compétition masculine. Chez les femmes, Maryse Perreault remporte toutes les distances d'une compétition internationale quelques mois avant les Jeux. Les équipes masculine comme féminine du Canada ont remporté tous leurs relais sans exception depuis 1983.

### Épreuves masculines

#### 22 février:1 500 mètreshommes
Le 22 février marque le premier jour des épreuves de patinage de vitesse sur piste courte avec le 1 500 m hommes.
Au 1 500 mètres, on compte des courses de 6 coureurs. Les trois premiers des six quarts de finale passent en demi-finale, puis les deux premiers de chacune des trois demi-finales se qualifient pour la finale A, et les deux suivants pour la finale B. Peter van der Velde se qualifie au premier tour avec Pat Moore et Tsutomu Kawasaki ; une chute emporte Stuart Horsepool et Hugo Herrnhof, qui ne franchit pas la ligne d'arrivée. La deuxième course voit la qualification de Louis Grenier, Roberto Peretti et Toshinobu Kawai, et la troisième celle de Brian Arseneau, Orazio Fagone et Mario Vincent. C'est ensuite au tour de Tatsuyoshi Ishihara, Charles Veldhoven et Lee Joon-ho. Dans l'avant-dernière course, Kim Ki-hoon l'emporte devant Didier Claeys et Enrico Peretti, le frère de Roberto Peretti. Wilf O'Reilly chute au cours de cette course. Découragé, il décide de déclarer forfait pour le reste de la compétition. Il en est dissuadé par son entraîneur, Archie Marshall. La dernière course, enfin, voit une nouvelle chute de Mo Ji-soo et de Marc Bella, qui ne finit pas la course. Yuichi Akasaka, Michel Daignault et Richard Suyten se qualifient pour la demi-finale.
Dans la première demi-finale, Orazio Fagone l'emporte devant Mario Vincent, tandis que les Japonais Yuichi Akasaka et Tochinobu Kawai passent en finale B. Dans la deuxième course de la manche, Louis Grenier remporte la victoire devant Roberto Peretti, alors que Lee Joon-ho et Tatsuyoshi Ishihara passent en finale B. Dans la troisième et dernière demi-finale, Michel Daignault bat le record du monde avec un nouveau temps à 2 min 25 s 39. Kim Ki-hoon passe en finale avec lui, et les places en finale B reviennent à Tsutomu Kawasaki et Pat Moore.
En finale, Michel Daignault, favori de la distance et de la compétition entière, est emporté dans une chute et rate le médaillon. La course est remportée par le Sud-Coréen Kim Ki-hoon devant le Canadien Louis Grenier et l'Italien Orazio Fagone. Louis Grenier affirmera plus tard avoir gagné son médaillon non pas parce qu'il a particulièrement bien patiné, étant plus âgé que ses concurrents et sur le point d'annoncer sa retraite avant l'ajout du patinage de vitesse sur piste courte au programme des Jeux, mais parce qu'il a profité d'erreurs de ses adversaires pendant la finale. Viennent en quatrième, cinquième et sixième position Roberto Peretti, Mario Vincent et Daignault.

#### 23 février:500 mètres
Dans la première course, Lee Joon-ho se qualifie aisément devant le Japonais Yuichi Akasaka et les prochains à se qualifier sont Louis Grenier et Tochinobu Kawai, du Japon. Dans la troisième course, Charles Veldhoven passe avec Tsutomu Kawasaki et ils sont rejoints par Wilf O'Reilly et Pat Moore. Robert Dubreuil est victime d'une chute dans cette course, mais la faute est imputée à Mo Ji-soo, qui est disqualifié : Dubreuil est avancé en quarts de finale. Le Canadien Mario Vincent est le prochain qualifié, suivi de l'Américain Brian Arseneau, puis de Michel Daignault et Tatsuyoshi Ishihara dans la course suivante. Dans l'avant-dernière chute, une faute d'Emmanuel Michon vaut la chute du Belge Didier Claeys qui est avancé et passe donc en quarts de finale avec le Néerlandais Jaco Mos et le Coréen Kim Ki-hoon. Enfin, dans la dernière course, l'Italien Orazio Fagone l'emporte devant Marc Bella, de France.
Le vainqueur du premier quart de finale est Wilf O'Reilly, devant Mario Vincent. En deuxième quart de finale, Orazio Fagone passe devant Robert Dubreuil, tandis que Marc Bella chute et arrive dernier. Dans la troisième course, Tatsuyoshi Ishihara l'emporte quelques dixièmes de seconde devant Michel Daignault, qui est le favori de la distance, alors que Pat Moore chute et perd plusieurs secondes. Kim Ki-hoon remporte le dernier quart de finale devant Tochinobu Kawai ; Jaco Mos et Didier Claeys tombent tous les deux.
En demi-finale, Orazio Fagone tombe, ce qui le disqualifie de la compétition : Tatsuyoshi Ishihara arrive premier avec un temps de 45 min 0 s devant Mario Vincent et Kim Ki-hoon, troisième, doit rejoindre Fagone en finale B de la distance. Dans la deuxième et dernière course, c'est Michel Daignault qui tombe, pour la deuxième fois en deux jours. Wilf O'Reilly passe en finale avec Robert Dubreuil, tandis que la finale B est ouverte à Daignault et Tochinobu Kawai.
Wilf O'Reilly remporte la finale A en fixant un nouveau record du monde à 44 s 80,. Derrière lui viennent, dans l'ordre, le Canadien Mario Vincent, le Japonais Tatsuyoshi Ishihara, et le Canadien Robert Dubreuil.

#### 24 février:1 000 mètres
Le 1 000 mètres se court en trois manches : quarts de finale, demi-finales et finales (A et B). Le premier quart de finale est remporté par Lee Joon-ho, arrivé devant Michel Daignault et Jaco Mos, également qualifiés. Dans la deuxième course, Tatsuyoshi Ishihara, Peter van der Velde et Brian Arseneau obtiennent leur qualification pour le tour suivant. Kim Ki-hoon, Robert Dubreuil et Tochinobu Kawai, suivis par Louis Grenier, Jaco Mos et Tsutomu Kawasaki les rejoignent en demi-finales en terminant dans les trois premières places des 3e et 4e quarts de finale. Wilf O'Reilly, Roberto Peretti, Richard Suyten, mais aussi Didier Claeys, tombé puis avancé par le jury en demi-finale en raison d'une faute de l'Américain Pat Moore, se qualifient dans l'avant-dernier quart de finale. Mario Vincent remporte le dernier quart de finale et se qualifie avec Orazio Fagone et Marc Bella.
En demi-finale A, le coureur le plus rapide est Wilf O'Reilly, suivi d'assez loin par Tatsuyoshi Ishihara. Dans la deuxième demi-finale, Mario Vincent et Jaco Mos sont tous les deux disqualifiés, ouvrant la voie vers la finale à Michel Daignault malgré sa chute ; les qualifiés, en plus de Daignault, sont Roberto Peretti et Lee Joon-ho. La troisième demi-finale est moins animée et se solde par la victoire de Louis Grenier, qui passe en finale avec le Français Marc Bella.
La finale A voit la disqualification de Lee Joon-ho et la victoire de Wilf O'Reilly devant le Canadien Michel Daignault et le Français Marc Bella. O'Reilly bat au passage le record du monde de la distance et le fixe à 1 min 33 s 44.

#### 25 février:3 000 mètreset relais

##### 3 000 mètresindividuel
Les quarts de finale du 3 000 mètres individuel se courent en quatre courses de huit patineurs, les quatre premiers passant dans l'une des deux demi-finales. Les quatre premiers de chacune des demi-finales passent ensuite en finale : en raison du nombre suffisant de coureurs dans la finale A pour assurer un podium même en cas de disqualifications multiples, il n'y a pas de finale B.
Dans le premier quart de finale, Michel Daignault dépasse Charles Veldhoven, l'Américain Andy Gabel, et Tochinobu Kawai. Wilf O'Reilly remporte le deuxième quart de finale devant Mo Ji-soo, Peter van der Velde et Tatsuyoshi Ishihara. Le troisième quart de finale voit la qualification de Roberto Peretti, Mario Vincent, Jaco Mos et Tsutomu Kawasaki et le dernier quart de finale qualifie Lee Joon-ho, Richard Suyten, Yuichi Akasaka et Louis Grenier.
La première demi-finale revient à Peter van der Velde devant Mario Vincent, Jaco Mos et Lee Joon-ho ; Kawai, O'Reilly, Gabel et Akasaka sont éliminés à l'issue de cette course. Dans la deuxième demi-finale, Louis Grenier ne termine pas la course en raison d'une chute qui a aussi emporté Kawasaki et Suyten. Kawai, cinquième, est également éliminé : ceux qui passent en finale de la distance sont Charles Veldhoven, Michel Daignault, Tatsuyoshi Ishihara et Mo Ji-soo.
En finale, Lee Joon-ho l'emporte devant Charles Veldhoven avec un temps de 5 min 21 s 63, soit trois secondes de plus que Daignault en demi-finale. Près de dix secondes plus tard, ce dernier franchit la ligne d'arrivée et décroche le médaillon de bronze de la distance ; viennent ensuite, dans l'ordre, Peter van der Velde, Mario Vincent, Mo Ji-soo, Tatsuyoshi Ishihara et enfin Jaco Mos.

##### Relais
Chez les hommes, la demi-finale du relais se court au 3 000 mètres et la finale en 5 000 mètres. En demi-finale, trois équipes s'affrontent et les deux premières se qualifient pour la finale. Le Québécois Robert Dubreuil, atteint d'une gastro-entérite et d'une grippe simultanées, se retire du relais pour laisser sa place au remplaçant Mark Lackie. Il sera par ailleurs l'unique short-trackeur canadien à finir les Jeux sans médaillon. Le Canada est de loin favori du relais masculin et féminin, ayant remporté toutes les compétitions internationales depuis 1983.
Dans la première demi-finale, les Pays-Bas (Charles Veldhoven, Peter van der Velde, Jaco Mos, Richard Suyten) fixent un nouveau record du monde du 3 000 mètres avec un temps de 4 min 26 s 60. Ils se qualifient devant l'équipe canadienne (Louis Grenier, Mario Vincent, Michel Daignault et Mark Lackie qui remplace Robert Dubreuil). Le Japon est éliminé. Dans la deuxième demi-finale, c'est l'équipe britannique qui est éliminée. La course voit la victoire de l'équipe américaine (Andy Gabel, Patrick Moore, Brian Arseneau, David Besteman) devant l'équipe italienne (Roberto et Enrico Peretti, Orazio Fagone, Hugo Herrnhof).
En finale, l'équipe canadienne et l'équipe américaine chutent toutes les deux : plus vite debout, c'est le Canada qui récupère le bronze sur la distance. La compétition est remportée par les Néerlandais avec un nouveau record du monde du 5 000 mètres à 7 min 29 s 05. L'argent va à l'équipe italienne, arrivée un peu plus d'une seconde après eux.

### Épreuves féminines

#### 22 février:500 mètres
Dans la première course, l'Italienne Cristina Sciolla se qualifie devant la Japonaise Nobuko Yamada avec un temps de 49 s 17. Sylvie Daigle, du Canada, se qualifie devant la Soviétique Viktoria Troïtskaïa-Taranina. Dans la troisième course, Yumiko Yamada et Zhang Yanmei passent en quart de finale, rapidement rejointes par Hiromi Takeuchi et l'Américaine Tara Laszlo. Eden Donatelli fait le meilleur temps des qualifications avec 48 s 86, arrivant devant Li Yan. Maria Rosa Candido se qualifie, comme Karen Gardiner et les sœurs Monique et Simone Velzeboer. La dernière course voit la qualification d'Eiko Shishii et de Barbara Mussio. Maryse Perreault, favorite de la compétition, fait des crises d'asthme dues au stress et ne passe pas le premier tour de l'épreuve.
Le meilleur temps des quarts de finale revient à Sylvie Daigle en 49 s 26. Elle se qualifie avec Cristina Sciolla, Yumiko Yamada, Eden Donatelli, Li Yan, les sœurs Velzeboer et Eiko Shishii. Cette dernière chute en demi-finale, ne passant pas en finale, tandis que Sciolla arrive troisième de sa course, se qualifiant en finale avec Donatelli et Monique Velzeboer ; dans l'autre demi-finale passent Li Yan, Yamada et Sylvie Daigle.
En finale du 500 mètres, la Canadienne Sylvie Daigle, troisième jusqu'au dernier demi-tour, fait un faux mouvement et frôle la chute : si elle parvient à rester debout, elle est dépassée par la Chinoise Li Yan dans l'avant-dernière ligne droite, tandis que Monique Velzeboer et Eden Donatelli sont en tête de la course du début à la fin, sans dépassements notables. Eden Donatelli passe la ligne d'arrivée les pieds en premier : une telle fin, mettant en danger les autres patineurs, devient interdite quelques années plus tard mais ne lui vaut aucune sanction sur cette épreuve. Face à l'abandon de Shishii et Simone Velzeboer, la finale B n'est courue que par Yamada et Sciolla, qui terminent dans cet ordre. Monique Velzeboer signe le meilleur temps de la compétition en finale à 48 s 28.

#### 23 février:1 500 mètres
Le deuxième jour de la compétition accueille le 1 500 mètres féminin, couru sans qualifications, directement en quarts de finale. Maria Rosa Candido s'y qualifie pour la demi-finale avec Li Yan et Nathalie Lambert dans la première course. Sylvie Daigle se qualifie ensuite avec Li Jinyu et Priscilla Ernst, avec une chute de l'Italienne Gabriella Monteduro. Monique Velzeboer passe devant Cristina Sciolla et Zhang Yanmei, tandis que les deux autres compétitrices, Karen Gardiner et Hiromi Takeuchi, tombent à leur tour. Dans la quatrième course, Nobuko Yamada l'emporte devant Yoo Boo-won et Marina Pylaeva, alors que dans l'avant-dernière, Yumiko Yamada, Maryse Perreault et Barbara Mussio passent en demi-finale. Les dernières qualifiées sont Eiko Shishii, Qiao Jing et Lee You-li.
En demi-finale, Li Yan érige un nouveau record du monde à 2 min 34 s 85, devant Yumiko Yamada. Eiko Shishii passe en finale avec Sylvie Daigle et Monique Velzeboer passe avec Nathalie Lambert, ce qui fait six patineuses en finale A.
La finale B n'est pas courue par Maryse Perreault, pourtant qualifiée mais victime d'une nouvelle crise d'asthme. Elle est remportée par Maria Rosa Candido devant Qiao Jing. En finale A, Sylvie Daigle remporte le médaillon d'or avec un temps de 2 min 37 s 61, un dixième de seconde devant Monique Velzeboer, elle-même deux dixièmes de seconde devant Li Yan,. Eiko Shishii arrive quatrième, suivie par Yumiko Yamada. Nathalie Lambert ferme la marche après une chute.

#### 24 février:3 000 mètreset relais3 000 mètres

##### 3 000 mètresindividuel
Au premier tour du 3 000 mètres individuel, Yumiko Yamada est la première à se qualifier pour la demi-finale devant Maria Rosa Candido, Nathalie Lambert et la Belge Bea Pintens. Dans la deuxième course, Eiko Shishii arrive devant Marina Pylaeva, Sylvie Daigle et Gabriella Monteduro. Hiromi Takeuchi l'emporte dans la troisième et avant-dernière course, devant Li Yan, Yoo Boo-won et Barbara Mussio. Enfin, Nobuko Yamada rejoint sa sœur en demi-finale, accompagnée de Maryse Perreault, Monique Velzeboer et Li Jinyu.
Deux demi-finales visent à qualifier les huit patineuses qui passent en finale A : il n'y a pas de finale B pour cette distance en raison du nombre de coureuses dans la première finale, suffisant pour constituer un podium même en cas de disqualifications multiples. Eiko Shishii remporte à nouveau sa course, devant Li Yan, Nathalie Lambert et Maryse Perreault. De son côté, Maria Rosa Candido passe en finale avec, dans l'ordre, Yoo Boo-won, Hiromi Takeuchi et Nobuko Yamada.
Eiko Shishii remporte la finale en marquant un nouveau record du monde à 5 min 25 s 89. La deuxième place revient à Sylvie Daigle, arrivée dans la même demi-seconde, et le médaillon de bronze à Maria Rosa Candido. Suivent ensuite Hiromi Takeuchi, Li Yan, Nathalie Lambert, Nobuko Yamada et Maryse Perreault.

##### 3 000 mètresrelais
Le Canada est de loin favori du relais masculin et féminin, ayant remporté toutes les compétitions internationales depuis 1983.
En demi-finale, le Japon (Hiromi Takeuchi, Eiko Shishii, Yumiko Yamada, Nobuko Yamada) remporte la première course en battant un record du monde : le nouveau temps record est de 4 min 48 s 32. Les Chinoises se qualifient huit centièmes de seconde plus tard, et les États-Unis sont éliminés. Dans la deuxième demi-finale, l'Italie (Maria Rosa Candido, Gabriella Monteduro, Barbara Mussio, Cristina Sciolla) passe devant le Canada et élimine les Pays-Bas.
L'Italie remporte la finale, suivie du Japon,. Pour l'équipe canadienne, comme chez les hommes, la finale se solde par une chute (de Susan Auch) et un médaillon de bronze,. Les Chinoises arrivent dernières de la course.

#### 25 février:1 000 mètres
Le 1 000 mètres se court sans qualifications, commençant directement en quarts de finale de cinq patineuses.
Dans la première course, Maryse Perreault, favorite, se qualifie sans encombre dans la première course devant la Soviétique Marina Pylaeva et la Néerlandaise Priscilla Ernst. Eiko Shishii est victime d'une chute. Viktoria Troïtskaïa-Taranina se qualifie devant Li Jinyu et Valérie Barizza : en plus d'elles, Li Yan est avancée après une chute qui vaut la discussion de la Coréenne Yoo Boo-won. Nathalie Lambert passe devant Li Yan et Maria Rosa Candido, tandis que Monique Velzeboer passe devant Hiromi Takeuchi et Qiao Jing. Dans l'avant-dernière course, Eden Donatelli se qualifie avec Lee You-li et Nobuko Yamada. Tricia Stennes, représentante des États-Unis, est avancée en raison d'une chute causée par Barbara Mussio. Enfin, Sylvie Daigle, Zhang Yanmei et Gabriella Monteduro passent en demi-finale dans la dernière course.
En demi-finale du 1 000 mètres, la première course voit la victoire de Li Jinyu devant Sylvie Daigle et Viktoria Troïtskaïa-Taranina. Valérie Barizza passe en finale B. Dans la deuxième course, Maryse Perreault l'emporte devant Qiao Jing et Nathalie Lambert. Dans la troisième et dernière demi-finale se qualifient Monique Velzeboer, Li Yan et Eden Donatelli.
En finale du 1 000 mètres, un dépassement de Li Jinyu dans le dernier virage fait chuter quatre des six patineuses. Li Yan, en avance sur ses compétitrices, n'est pas affectée par la chute du peloton et remporte le médaillon d'or tout en fixant un nouveau record du monde à 1 min 39 s 00, deux secondes devant Sylvie Daigle qui, en retard sur le peloton, échappe à la chute et prend le médaillon d'argent. La troisième sur le podium est la Néerlandaise Monique Velzeboer. L'image de Maryse Perreault, prostrée sur la glace et rapidement rejointe par sa compatriote arrivée deuxième, attire l'attention de certains commentateurs de télévision.

## Podiums

### Hommes
| Épreuve                    | Or                                                                     | Argent                                                            | Bronze                                                          |
| -------------------------- | ---------------------------------------------------------------------- | ----------------------------------------------------------------- | --------------------------------------------------------------- |
| 500 mètres hommes          | Wilf O'Reilly                                                          | Mario Vincent                                                     | Tatsuyoshi Ishihara                                             |
| 1 000 mètres hommes        | Wilf O'Reilly                                                          | Michel Daignault                                                  | Marc Bella                                                      |
| 1 500 mètres hommes        | Kim Ki-hoon                                                            | Louis Grenier                                                     | Orazio Fagone                                                   |
| 3 000 mètres hommes        | Lee Joon-ho                                                            | Charles Veldhoven                                                 | Michel Daignault                                                |
| Relais 5 000 mètres hommes | Pays-Bas Charles Veldhoven Peter van der Velde Jaco Mos Richard Suyten | Italie Roberto Peretti Enrico Peretti Orazio Fagone Hugo Herrnhof | Canada Louis Grenier Mark Lackie Mario Vincent Michel Daignault |

### Femmes
| Épreuve                    | Or                                                                            | Argent                                                         | Bronze                                                             |
| -------------------------- | ----------------------------------------------------------------------------- | -------------------------------------------------------------- | ------------------------------------------------------------------ |
| 500 mètres femmes          | Monique Velzeboer                                                             | Eden Donatelli                                                 | Li Yan                                                             |
| 1 000 mètres femmes        | Li Yan                                                                        | Sylvie Daigle                                                  | Monique Velzeboer                                                  |
| 1 500 mètres femmes        | Sylvie Daigle                                                                 | Monique Velzeboer                                              | Li Yan                                                             |
| 3 000 mètres femmes        | Eiko Shishii                                                                  | Sylvie Daigle                                                  | Maria Rosa Candido                                                 |
| Relais 3 000 mètres femmes | Italie Maria Rosa Candido Gabriella Monteduro Barbara Mussio Cristina Sciolla | Japon Hiromi Takeuchi Eiko Shishii Yumiko Yamada Nobuko Yamada | Canada Susan Auch Nathalie Lambert Eden Donatelli Maryse Perreault |

## Tableau des médaillons
- Pays organisateur ( Canada)

| Place | Nation          | médaillon d'or | médaillon d'argent | médaillon de bronze | Total |
| ----- | --------------- | -------------- | ------------------ | ------------------- | ----- |
| 1er   | Pays-Bas        | 2              | 2                  | 1                   | 5     |
| 2e    | Corée du Sud    | 2              | 0                  | 0                   | 2     |
| 2e    | Grande-Bretagne | 2              | 0                  | 0                   | 2     |
| 4e    | Canada          | 1              | 6                  | 3                   | 10    |
| 5e    | Italie          | 1              | 1                  | 2                   | 4     |
| 6e    | Japon           | 1              | 1                  | 1                   | 3     |
| 7e    | Chine           | 1              | 0                  | 2                   | 3     |
| 8e    | France          | 0              | 0                  | 1                   | 1     |

## Couverture médiatique et affluence

### Couverture médiatique

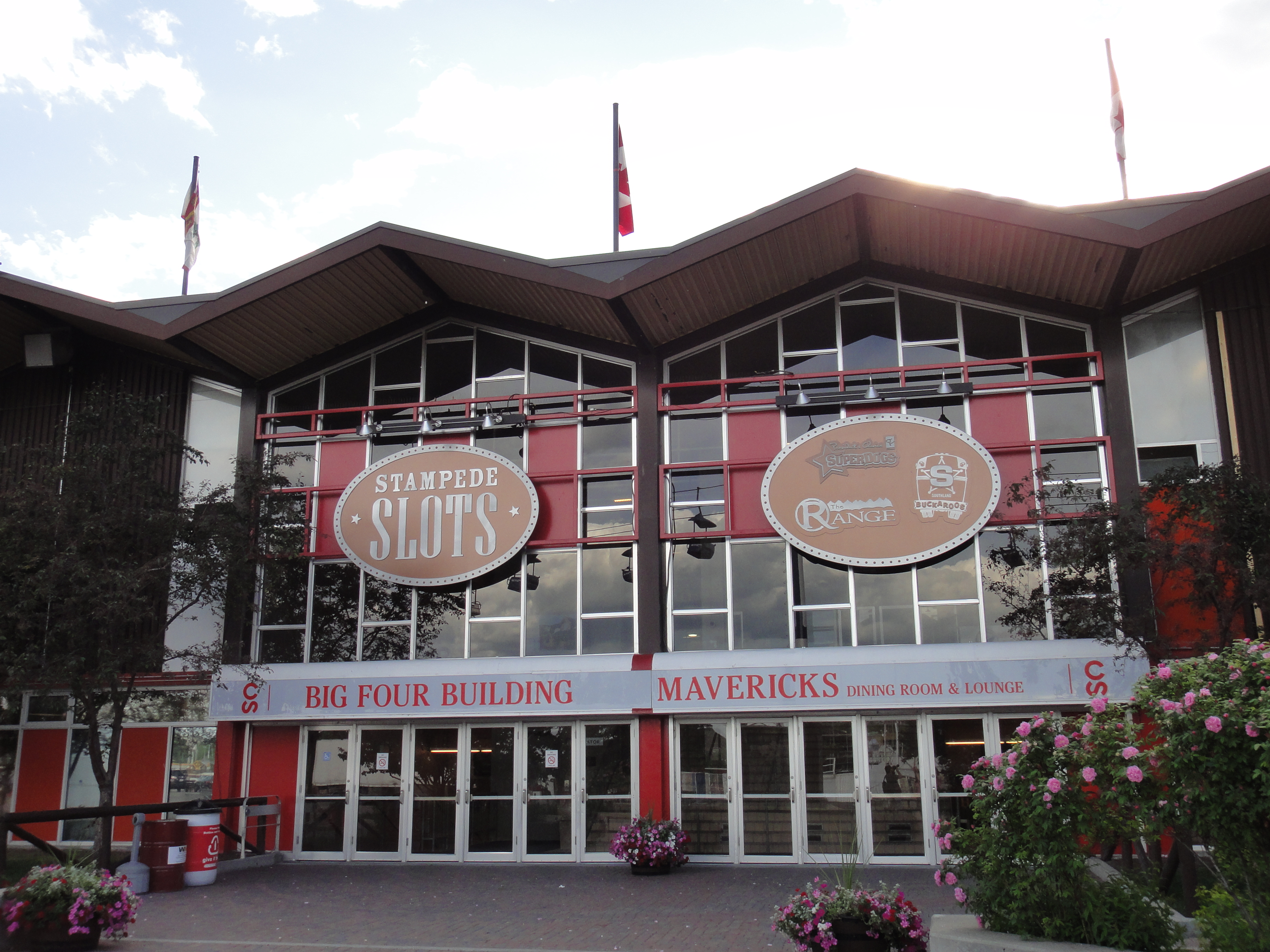
Le bâtiment Big Four (ici en 2011) accueille le Centre international de radiotélévision.

Les Jeux de Calgary sont couverts par 6 838 représentants des médias venant de 42 pays : 2 477 personnes de la presse écrite dont 350 photographes, et 4 361 personnes pour la télédiffusion dont 2 650 techniciens et 582 commentateurs,. Ils utilisent principalement deux sites situés à proximité du Saddledome olympique et du Stampede Corral : le Centre international de radiotélévision aménagé dans l'immeuble Big Four et le centre principal de la presse installé dans le Centre Roundup.
Le réseau de télévision privé anglophone CTV est le diffuseur hôte nommé par le comité d'organisation. Il est chargé de la production et de la diffusion des images ainsi que du Centre international de radiotélévision d'une surface de 18 580 mètres carrés. L'équipe de production compte 140 personnes, dont 32 producteurs et réalisateurs, et utilise 150 caméras. La couverture télévisuelle nécessite également 1 200 lignes téléphoniques. Le comité d'organisation finance le Centre de radiotélévision, le personnel et les installations nécessaires à la diffusion tandis que CTV paie 4,5 millions de dollars canadiens pour diffuser les Jeux. Le réseau québécois TVA se charge de la diffusion en français,,. Au total, près de 550 heures d'émissions sont acheminées vers le centre de radiotélévision et 425 heures de programmes sont transmises aux diffuseurs étrangers. Calgary est un site idéal pour la télévision américaine, une grande part des épreuves pouvant être diffusée en fin d'après-midi ou en prime time dans les fuseaux horaires des côtes atlantique et pacifique regroupant la majorité du public. La chaîne ABC paie donc la somme record de 309 millions de dollars américains pour diffuser les Jeux, soit plus de trois fois les 91,5 millions qu'elle a dépensés pour les Jeux d'hiver de 1984. C'est la première fois depuis le début des droits de télédiffusion en 1960 que, pour une même année, les montants pour les États-Unis sont plus élevés lors des Jeux d'hiver que lors des Jeux d'été : la chaîne NBC verse 300 millions de dollars pour diffuser les Jeux d'été de 1988. Les 309 millions de dollars représentent le plus haut montant jamais payé dans l'histoire du sport et c'est grâce à ce contrat que le comité d'organisation n'a pas de dette après les Jeux,.
Les montants sont beaucoup moins élevés dans le reste du monde en raison de l'absence de concurrence. Les droits de télédiffusion totaux sont de 325 millions de dollars américains, ce qui représente 432 millions de dollars canadiens. Le comité d'organisation reçoit environ 326 millions de dollars alors que le CIO encaisse environ 106 millions. Deux milliards de téléspectateurs suivent les Jeux dans 64 pays. L'importance du contrat signé avec ABC permet à cette chaîne d'imposer certaines restrictions. Par exemple, les épreuves de patinage et de hockey sur glace doivent se terminer avant 23 heures, heure de la côte est de l'Amérique du Nord. Cela oblige les organisateurs à commencer les épreuves à des heures inhabituelles. Le centre principal de la presse est aménagé dans le Centre Roundup, d'une surface de 13 935 mètres carrés. Les journalistes occupent 9 290 mètres carrés alors que la chaîne de télévision ABC utilise 4 650 mètres carrés. Dans ce centre, 900 lignes de téléphone sont utilisées. Cinq centres auxiliaires de la presse sont situés près des différents sites sportifs,,.

### Affluence
Le comité d'organisation des Jeux olympiques compte 18 000 spectateurs à l'événement. Si on est loin des 60 000 spectateurs du ski acrobatique, le sport rencontre quand même un plus grand succès que le troisième sport de démonstration de l'événement, le curling. Selon le comité d'organisation des Jeux, la majorité des spectateurs de l'événement ne connaissait pas la discipline avant d'y assister. Pour le journaliste du Monde Serge Bolloch, le nombre de spectateurs est décevant, d'autant plus que les billets sont entièrement gratuits pour l'ensemble des épreuves en démonstration.

## Postérité

### Ajout du patinage de vitesse sur piste courte au programme olympique de 1992
Michel Verreault est l'officiel en chef du patinage de vitesse sur courte piste aux Jeux olympiques de 1988. Il subit une forte pression de la part de l'Union internationale de patinage (UIP), qui souhaite voir le sport confirmé pour rejoindre le programme des Jeux olympiques d'Albertville, quatre ans plus tard.
La situation est complexe : deux semaines plus tôt, aux championnats du monde de patinage de vitesse sur piste courte 1988, des patineurs canadiens boycottent la fin de la compétition pour protester contre des disqualifications abusives d'une juge américaine qui avantage ses compatriotes. Pour Verreault et l'UIP, il est clair qu'une controverse de ce genre vaudra immédiatement la suppression du short-track au programme olympique, tout comme un accident qui occasionnerait une blessure, ce qui n'est pas rare en patinage de vitesse sur piste courte. De l'autre côté, une compétition sans accrochages et sans suspense ôterait aussi sa chance de titularisation à la discipline. André Lamothe, président de la fédération canadienne de patinage de vitesse (qui englobe le patinage de vitesse et le patinage de vitesse sur piste courte), rencontre personnellement 86 des 88 membres du CIO et s'assure que chacun d'entre eux assiste à au moins une course de la discipline.
Six mois après les Jeux olympiques de Calgary, le sport est ajouté au programme des Jeux d'Albertville. Une motivation importante du CIO est la volonté d'ouvrir les Jeux aux publics asiatiques : le premier médaillon d'or de la compétition ayant été remporté par la Chine, il est établi que l'intérêt est réel. Le lendemain de l'annonce, André Lamothe démissionne de sa présidence de la fédération canadienne de patinage de vitesse, affirmant que « c'était ça l’objectif de plusieurs d'entre nous, surtout les Québécois ».
Plusieurs modifications sont faites au règlement de la discipline avant son ajout au programme olympique. Les dimensions réglementaires sont modifiées par l'Union internationale de patinage après ces Jeux olympiques et sont fixées à 6,5 mètres de largeur pour la piste au lieu de 4,5 mètres.

### Manque de reconnaissance des médaillons olympiques
En sport de démonstration, on parle de médaillons plutôt que de médailles olympiques, même si l'objet physique offert est identique à l'exception d'une inscription supplémentaire en braille due à la présence d'une épreuve de ski pour handicapés. Ils sont distribués lors des cérémonies de médailles classiques, sans différence de protocole.
De même, les sportifs ayant remporté des médaillons (par opposition aux médailles des sports olympiques établis) ne sont pas toujours considérés comme des athlètes olympiques par les autorités de leur pays. Leurs médaillons, quant à eux, ne figurent jamais au tableau des médailles de l'événement : par exemple, malgré la victoire de Sylvie Daigle, les rapports officiels retiendront que le Canada n'a remporté aucune médaille d'or. Ce n'est pas le cas dans d'autres pays, cependant : au Royaume-Uni, Wilf O'Reilly, vainqueur du 500 m et du 1 000 m, est invité à se rendre au 10 Downing Street et rencontre Margaret Thatcher et Élisabeth II.
La couverture médiatique du sport de démonstration est très limitée. La victoire de la Canadienne Sylvie Daigle au 1 500 mètres ne fait par exemple pas la une des journaux nationaux, malgré l'absence totale d'autres victoires canadiennes à ces Jeux olympiques.